# Caju (futbolista nacido en 1949)
Paulo Cézar Lima de Oliveira (Río de Janeiro, Brasil, 16 de junio de 1949), más conocido como Caju, es un exfutbolista brasileño que jugaba como centrocampista o delantero.

## Selección nacional
Fue internacional con la selección brasileña en 57 ocasiones y convirtió 10 goles. Formó parte de la selección campeona del mundo en 1970.

### Participaciones en Copas del Mundo
| Mundial                        | Sede             | Resultado    | Partidos | Goles |
| ------------------------------ | ---------------- | ------------ | -------- | ----- |
| Copa Mundial de Fútbol de 1970 | México           | Campeón      | 4        | 0     |
| Copa Mundial de Fútbol de 1974 | Alemania Federal | Cuarto lugar | 5        | 0     |

## Clubes
| Equipo                | País           | Año       |
| --------------------- | -------------- | --------- |
| Atlético Junior       | Colombia       | 1966-1967 |
| Botafogo              | Brasil         | 1967-1972 |
| Flamengo              | Brasil         | 1972-1974 |
| Olympique de Marsella | Francia        | 1974-1975 |
| Fluminense            | Brasil         | 1975-1977 |
| Botafogo              | Brasil         | 1977-1978 |
| Grêmio                | Brasil         | 1978-1979 |
| Vasco da Gama         | Brasil         | 1980      |
| Corinthians           | Brasil         | 1981      |
| California Surf       | Estados Unidos | 1981      |
| Aix                   | Francia        | 1982-1983 |
| Grêmio                | Brasil         | 1983      |

## Palmarés

### Campeonatos regionales
| Título             | Equipo     | País   | Año  |
| ------------------ | ---------- | ------ | ---- |
| Campeonato Carioca | Botafogo   | Brasil | 1967 |
| Taça Guanabara     | Botafogo   | Brasil | 1967 |
| Campeonato Carioca | Botafogo   | Brasil | 1968 |
| Taça Guanabara     | Botafogo   | Brasil | 1968 |
| Campeonato Carioca | Flamengo   | Brasil | 1972 |
| Campeonato Carioca | Flamengo   | Brasil | 1974 |
| Campeonato Carioca | Fluminense | Brasil | 1975 |
| Campeonato Carioca | Fluminense | Brasil | 1976 |
| Campeonato Gaúcho  | Grêmio     | Brasil | 1979 |

### Campeonatos nacionales
| Título      | Equipo   | País   | Año  |
| ----------- | -------- | ------ | ---- |
| Taça Brasil | Botafogo | Brasil | 1968 |

### Copas internacionales
| Título                 | Equipo | Sede          | Año  |
| ---------------------- | ------ | ------------- | ---- |
| Copa Mundial de Fútbol | Brasil | México        | 1970 |
| Copa Intercontinental  | Grêmio | Tokio (Japón) | 1983 |

### Distinciones individuales
| Distinción                             | Año  |
| -------------------------------------- | ---- |
| Bola de Prata                          | 1970 |
| Máximo goleador del Campeonato Carioca | 1971 |
| Bola de Prata                          | 1972 |
| Bola de Prata                          | 1976 |
| Bola de Prata                          | 1977 |